# Elezioni parlamentari in Grecia del 1961
Le elezioni parlamentari in Grecia del 1961 si tennero il 29 ottobre.

## Risultati
| Liste                                                 | Voti      | %     | Seggi |
| ----------------------------------------------------- | --------- | ----- | ----- |
| Unione Radicale Nazionale                             | 2 347 824 | 50,81 | 176   |
| Unione di Centro - Partito dei Progressisti           | 1 555 442 | 33,66 | 100   |
| Fronte Contadino Pandemocratico di Grecia (EDA - EAK) | 675 867   | 14,63 | 24    |
| Liste di Indipendenti e candidati isolati             | 41 550    | 0,90  | –     |
| Totale                                                | 4 620 683 | 100   | 300   |